# 多賀城跡あやめまつり
多賀城跡あやめまつり（たがじょうあとあやめまつり）は、宮城県多賀城市市川で開催される祭り。

## 概要
毎年、松尾芭蕉が多賀城跡を訪れたとされる6月24日が祭りの初日で、多賀城市北部・史跡多賀城近くの、市が管理する多賀城跡あやめ園で開催される。園内では、総数300万本のあやめや花菖蒲、カキツバタなどが楽しめる。あやめ園は大きく分けて、すずめ山の東エリアと西エリアの2つに分かれている。露店が出るほか、交通誘導の係員が出る場合もある。あやめまつり開催期間中は駐車場とあやめ園の間の特設会場でイベントが催される。（特に土・日にイベントが集中している。）

## 沿革

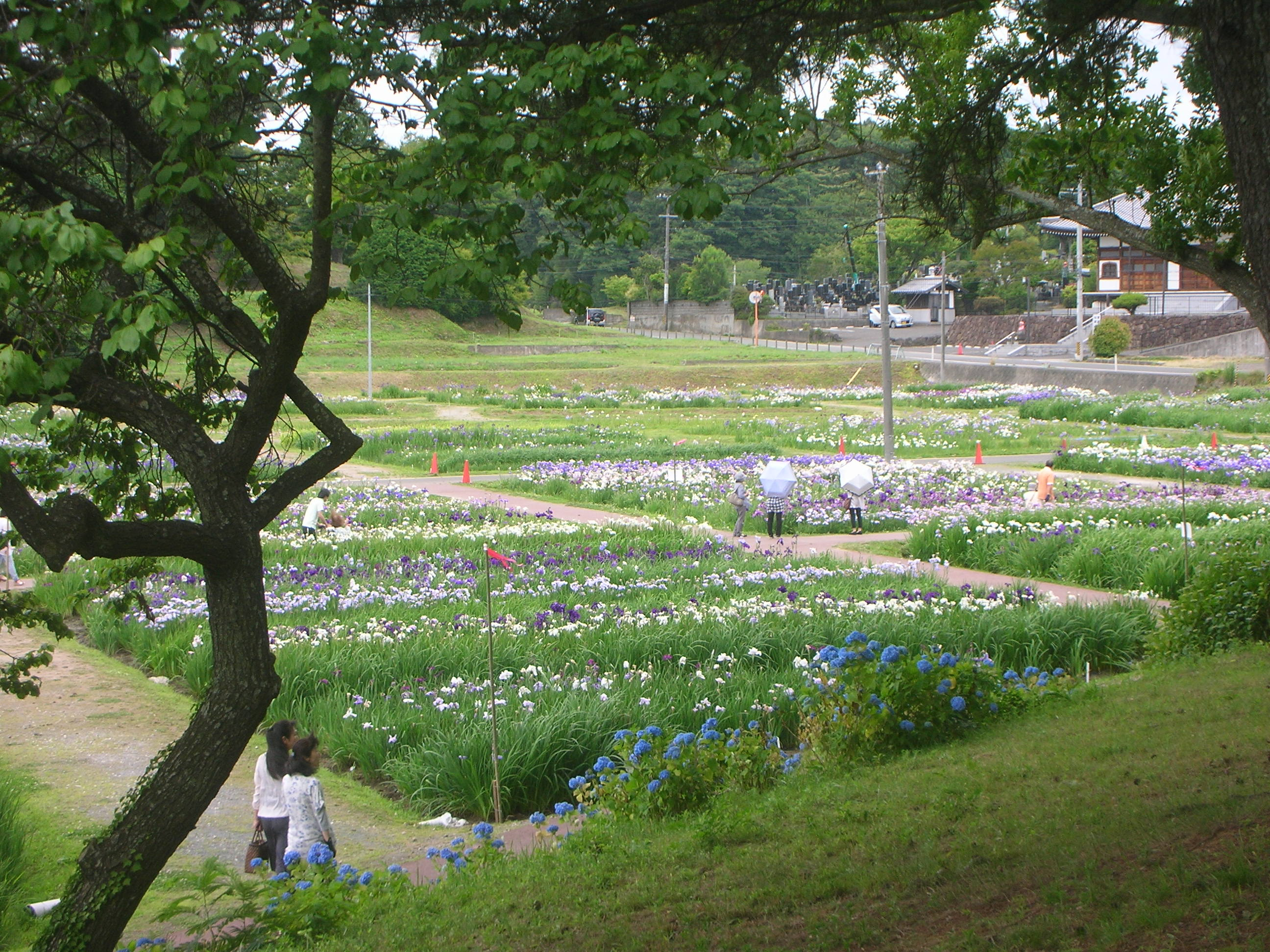
多賀城跡あやめまつり遠景

- 2015年（平成27年） - 第27回　開催

## あやめ園所在地・会場
- 〒985-0864　 宮城県多賀城市市川

## 園内の植栽&イベン ト
- あやめ・ 花菖蒲・ カキツバタ・ 紫陽花
- お祭りバザール・ふれあい・体験コーナー、野だて、万葉衣装着付け、物産品販売、音楽演奏、踊り、復興支援コンサート、史跡ガイド、ゆかたコンテストなど、開催年によって異なる催しもあり

## 主催
- 多賀城跡あやめまつり実行委員会・多賀城市・多賀城市教育委員会

## 期間
- 毎年 : 6月24日 ～ 7月5日前後

## 周辺
- 多賀城政庁跡
- 南門跡
- 多賀城碑
- 多賀城跡

## 入園料・駐車場
- 入園料:無料
- 有　平日:無料、土・日:普通車100円 バス1000円
  - 駐車台数 あやめまつり開催時、普通車160台

## アクセス
- JR東日本・東北本線国府多賀城駅北口より徒歩約5分～10分
- JR東日本・東北本線陸前山王駅より徒歩15分～20分

## 関連
- みなみかた花菖蒲まつり
- 山王史跡公園あやめ祭り